# Antoni Skarbek Radoński
Antoni Skarbek Radoński herbu Abdank (zm. przed 19 grudnia 1781) – podsędek radomski w 1775 roku, pisarz ziemski radomski w latach 1765–1775, podstoli chęciński w latach 1764–1765, podstoli opoczyński w 1750 roku, sędzia grodzki chęciński, komisarz Komisji Dobrego Porządku województwa sandomierskiego.
Członek konfederacji Adama Ponińskiego w 1773 roku. Był posłem sandomierskim na Sejm Rozbiorowy 1773–1775, wszedł w skład delegacji wyłonionej pod naciskiem dyplomatów trzech państw rozbiorczych, mającej przeprowadzić rozbiór. 18 września 1773 roku podpisał traktaty cesji przez Rzeczpospolitą Obojga Narodów ziem zagarniętych przez Rosję, Prusy i Austrię w I rozbiorze Polski. W 1775 roku dostał prawem emfiteutycznym na 50 lat starostwo lelowskie.